# Douwe Breimer
Douwe Durk Breimer (Oudemirdum, De Fryske Marren, 24 de noviembre de 1943) es un farmacólogo holandés. Fue rector de la Universidad de Leiden del 1 de febrero de 2001 al 8 de febrero de 2007. Sus investigaciones se han centrado en el estudio de modelos que permiten predecir el metabolismo de medicamentos y la de sistemas de administración de fármacos que posibilitan el transporte de compuestos de pobre o comprometida absorción.

## Biografía

### Formación universitaria
Estudió farmacia en la Universidad de Groninga y obtuvo su doctorado el 1 de enero de 1974 en la Universidad Católica de Nimega con una tesis de farmacocinética de fármacos hipnóticos.

### Labor docente: Universidad de Leiden
En 1975 fue nombrado profesor de Farmacología en la Facultad de Matemáticas y Ciencias Naturales, y en 1986 en la Facultad de Medicina, ambas en la Universidad de Leiden. El 29 de octubre de 1976, Breimer pronunció la conferencia inaugural del curso académico en dicha universidad, titulada "Farmacoterapia a medida".
En 1983, transformó la sub-facultad de Farmacia de la Universidad de Leiden en el Centro de Ciencias Bio-Farmacéuticas. Años después fue nombrado Director Científico de la escuela de investigación del Centro Académico de Investigación de Drogas (LACDR) de Leiden (1992-2001). 
El 8 de febrero de 2007 Breimer fue sustituido como rector de la Universidad de Leiden por Paul van der Heijden, que era desde el 2002 rector de la Universidad de Ámsterdam.
Fruto de su investigación farmacológica ha publicado más de quinientos libros y artículos.

### Academias y Asociaciones a las que pertenece
- miembro de la Real Academia Holandesa de Artes y Ciencias desde 1987.
- vicepresidente de la Organización Holandesa de Investigación Científica (NWO) (hasta finales del 2000)
- presidente y uno de los fundadores de la Federación Europea de Ciencias Farmacéuticas (EUFEPS).[6]
- miembro asociado extranjero del Instituto de Medicina de la Academia Nacional de las Ciencias de los Estados Unidos.
- miembro del Consejo de Supervisión de la Universidad Técnica de Delft.
- miembro de la Junta de la Universidad Católica de Lovaina.
- miembro del órgano rector de la Universidad Colegio de Cork.

## Premios y distinciones
Breimer recibió varios doctorados honorarios de las siguientes Universidades: Gante, Upsala, Budapest, Navarra en Pamplona, la Universidad Hoshi en Tokio, Londres y Montreal.
Breimer actuó como promotor honorario el 8 de febrero de 2005 en la adjudicación del doctorado honorario a la Reina Beatriz.
El 2 de octubre de 2006, Breimer recibió la medalla de plata del Ayuntamiento de Leiden de manos de su alcalde, Henri Lenferink, por sus esfuerzos para reducir la brecha entre la ciudad de Leiden y la universidad y por su contribución a la creación del Parque Biológico de Leiden.